# Хаудеген

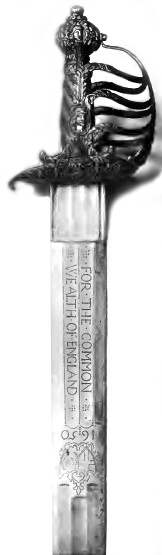
Английский хаудеген (покойницкий меч), 1650 год.

Хаудеген  (нем. Haudegen, Haudegenklinge) — тип длинноклинкового оружия. Австрийский оружиевед XIX века Вендален Бехайм определяет его как боевую шпагу, имеющую однолезвийный клинок и двулезвийное острие. 
В то же время, современный немецкий автор Томас Лайбле определяющей характеристикой хаудегена считает наличие корзинчатого эфеса при отсутствии крестовины. Однолезвийная заточка большинства экземпляров позволяет отнести их к палашам, меньшая часть имеет двустороннюю заточку, и таким образом является мечами. 
Подобное оружие часто встречалось в Англии, особенно во время гражданской войны и стало известно под названием «покойницкий меч» (англ. mortuary sword). Данное название появилось в связи с тем, что многие экземпляры имели на эфесе изображения человеческой головы. Английские коллекционеры XIX века ошибочно решили, что роялисты таким образом поддерживали память о казни Карла I. В настоящее время известно, что подобные украшения использовались ещё как минимум с 1635 года, то есть за 14 лет до казни короля. Тем не менее термин «mortuary sword» продолжает широко использоваться.